# Jaktkort

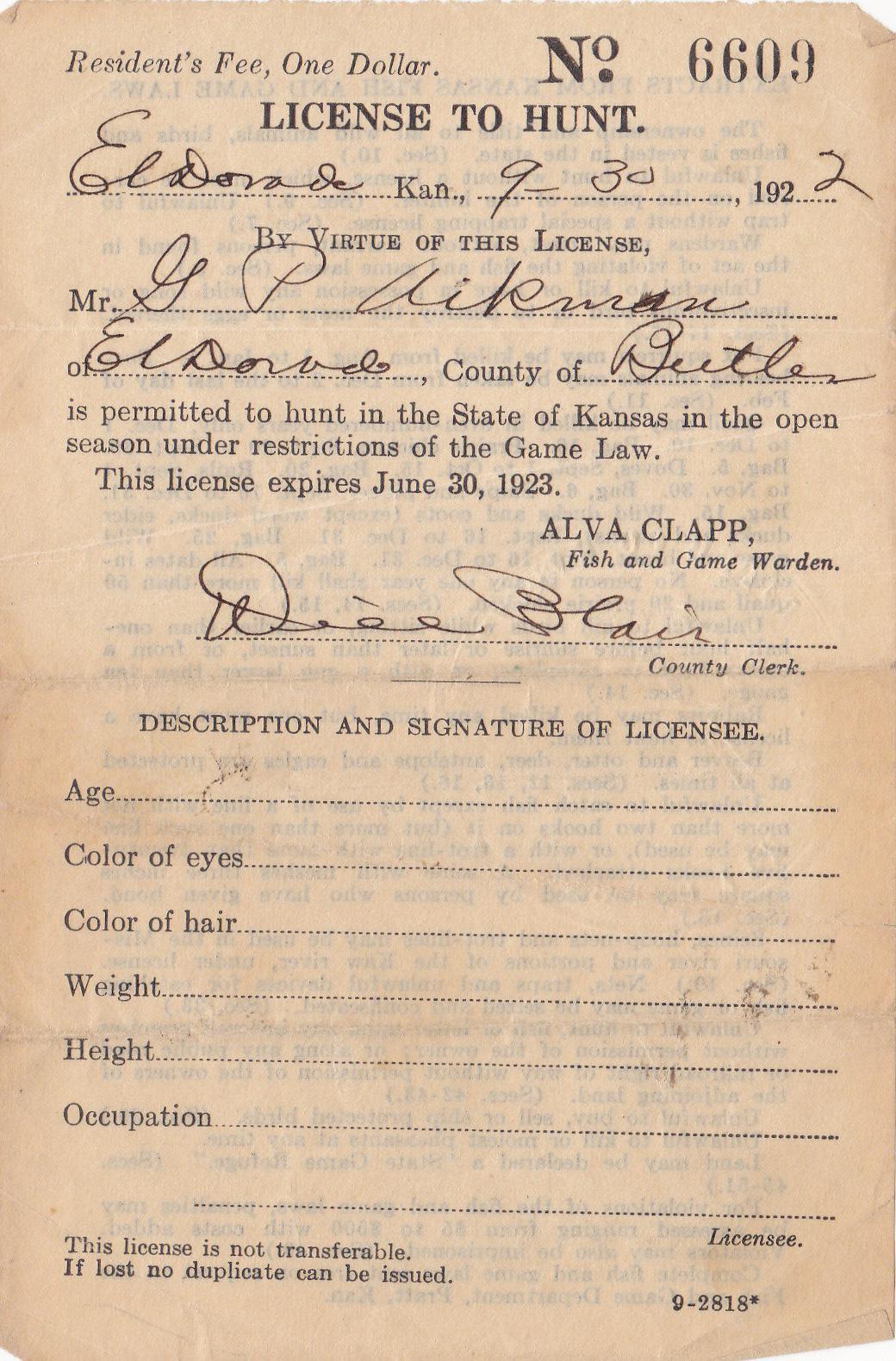
Jaktlicens från USA, 1922.

Jaktkort är ett bevis på ett förvaltningsrättsligt tillstånd för rätten att utöva jakt på vilt.

## Jaktkort i Sverige
I Sverige kallas statligt jaktkort även jaktkort eller viltvårdsavgift eller jaktkortsavgift.
För att få jaga i Sverige måste en avgift, kallad viltvårdsavgift, betalas och beviset på det är ett jaktkort. Jägare måste ha med sig det statliga jaktkortet under jakt och kunna uppvisa det för till exempel polisen. Betalningsmottagare är Kammarkollegiet.
Även medhjälpare som deltar i jakt, till exempel obeväpnade drevkarlar eller hundförare som deltar i avsikt att få del bytet, måste betala denna avgift. Viss skyddsjakt, jakt i vetenskapligt syfte och ringmärkning är dock befriad från avgiften. Jägare som är under 18 år vid jaktårets början och inte har egen vapenlicens behöver inte avlägga avgiften.
Avgiften är 300kr per jaktår (1 juli − 30 juni). Jaktåret 2007/2008 höjdes avgiften från 200kr till dagens är 300 kronor, landets 290 000 jägare bidrar med cirka 87 miljoner kronor i årliga avgifter. Avgiften måste förnyas varje år. pengarna går till viltvårdsfonden och används till bland annat viltforskning och administration.
En Sifoundersökning 2009 visade att bara knappt hälften av de som jagade en dag eller mer löste jaktkort. 2017 gavs Sveriges lantbruksuniversitet och Umeå universitet i uppdrag att utreda orsaken till att antalet jägare med jaktkort minskade med fem procent de senaste fyra åren samtidigt som antalet som avlägger prov för jägarexamen och antalet vapenägare med jaktvapen ökade.
Vid förlorat jaktkort går det att beställa nytt bevis från Naturvårdsverkets Jägarregister. Via inloggning med Bank-ID kan ett nytt jaktkort beställas eller laddas hem digitalt. På PDF-versionen finns utrymme att fylla i sina vapenlicenser och få dessa intygade. Man slipper då ha med sina originallicenser under jakt.
Till skillnad från fiskekort där rätt att fiska vanligtvis ingår så ingår inte någon jakträtt i avgiften för statligt jaktkort. I jaktkortet ingår inte några försäkringar.